# Michel Jean (écrivain et journaliste)
Pour les articles homonymes, voir Michel Jean et Jean.
Michel Jean, né en 1960, est un écrivain québécois d'origine innue. Il a été aussi chef d’antenne, animateur et journaliste d’enquête,.

## Biographie
Né à Alma en 1960, Michel Jean est issu de la communauté de Mashteuiatsh au Saguenay/Lac-Saint-Jean au Québec. Chef d’antenne, animateur, reporter d’enquête et écrivain, il détient une maîtrise en histoire de l’Université du Québec à Montréal et œuvre dans le milieu du journalisme depuis 1985. Il prend sa retraite du journalisme le 16 août 2024, après 40 ans dans le domaine,,.
Animateur et journaliste à Radio CJSO à Sorel ainsi qu'à Radio-Nord en Abitibi-Témiscamingue, Michel Jean a aussi été reporter courriériste parlementaire à l’Assemblée législative pour la Télévision de Radio-Canada à Regina en Saskatchewan, journaliste à Radio-Canada à Toronto, à Montréal et à Québec. Il a aussi été chef d’antenne pour l'émission Le Québec en direct à RDI, reporter national au Téléjournal Le Point à Radio-Canada, coanimateur de l’émission J.E. à TVA ainsi que chef d’antenne et journaliste d’enquête à TVA,.
Son expérience de reporter lui inspire son premier livre, Envoyé spécial (Stanké, 2008) ainsi que certains de ses autres romans (Un monde mort comme la lune (Éditions Libre Expression, 2009) et Tsunamis (Éditions Libre Expression, 2017),,. Ses origines innues sont abordées dans son livre Elle et nous (Éditions Libre Expression, 2012) et mise de l'avant à travers l’histoire de sa grand-mère Jeannette Siméon. Dans Le vent en parle encore (Éditions Libre Expression, 2013), l'auteur traite des pensionnats autochtones et nous sensibilise aux enjeux autochtones,,,,,,,. Son roman intitulé Kukum (Libre Expression, 2019) reçoit, en 2020, le prix littéraire France-Québec et est finaliste au prix Jacques-Lacarrière,,,. En octobre 2021, il publie son huitième roman Tiohtiá:ke qui aborde la question de l’itinérance autochtone en milieu urbain,
Actif sur la scène littéraire, il codirige le recueil de nouvelles Pourquoi cours-tu comme ça ? (Stanké, 2014). Il assure également la direction de Amun (Stanké, 2016) faisant appel à dix autrices et auteurs des Premières Nations et qui sera réédité en France ainsi que de Wapke (Stanké, 2021),,,,,.
Ses livres sont également traduits en anglais par Kathryn Gabinet-Kroo, en espagnol par Luisa Lucuix Venegas ainsi qu'en allemand par Michael von Killisch-Horn.
En 2017, il est membre du Jury du Prix du récit à Radio-Canada en 2017.
En octobre 2021, il est un auteur invité à la Foire du livre de Francfort en Allemagne où le Canada a été honoré,,.
Participation au Festival America de Vincennes. Cet événement a lieu aux deux ans, le Canada et les États-Unis étaient à l'honneur en 2022.

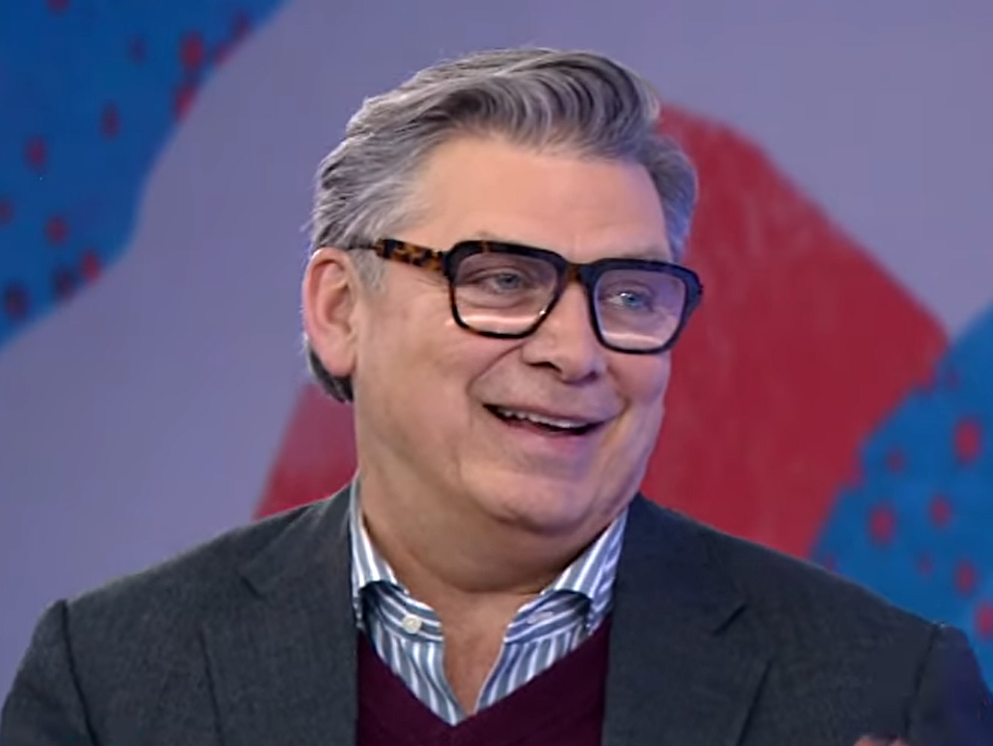
Michel Jean présentant Qimmiq en entrevue.

En 2023, son roman, Qimmik, évoque la sédentarisation forcée des inuit dans les années 1950-60 et le génocide des chiens nordiques.

## Publications

### Romans
- Envoyé spécial, Montréal, Stanké, 2008, 299 p. [réédition : 2011, 255 p.]. (ISBN 9-78289455-669-6)
- Un monde mort comme la lune, Montréal, Libre Expression, 2009, 253 p. [réédition : Montréal, Stanké, 2014, 214 p.] (ISBN 9-78276480-477-3) et (ISBN 9-78289722-000-6)
- Une vie à aimer, Montréal, Libre Expression, 2010, 219 p. [réédition : Montréal, Stanké, 2014, 195 p.]  (ISBN 9-78276480-506-0) et  (ISBN 9-78292366-274-9).
- Elle et nous, Montréal, Libre Expression, 2012, 237 p. [réédition : Montréal, Stanké, 2016, 216 p. ; Atuk, elle et nous, 2021, 232 p.] (ISBN 9-78276480-558-9)
- Le vent en parle encore, Montréal, Libre Expression, 2013, 237 p. [réédition : Montréal, Stanké, 2015, 201 p. ; Maikan, La Roche-sur-Yon (France), Éditions Dépaysage, 2021, 201 p.] (ISBN 9-78276480-861-0)
- La belle mélancolie, Montréal, Libre Expression, 2015, 258 p. (ISBN 9-78276481-104-7)
- Tsunamis, Montréal, Libre Expression, 2017, 217 p. (ISBN 9-78276481-200-6)
- Kukum, Montréal, Libre Expression, 2019, 222 p. ; La Roche-sur-Yon (France), Éditions Dépaysage, 2020, 296 p., [réédition : Éditions Seuil, Collection Points, 2022] (ISBN 9-78276481-344-7) (ISBN 978-2-902039-09-8) (ISBN 978-2-7578-9673-0)[36],[37],[38],[39],[40],[41].
- Atuk, elle et nous, réédition revue et renommée, Montréal, Libre Expression, 2021, 227 p. (ISBN 9-78276481-495-6), Atuk, Éditions Dépaysage, 2022, 235 p.  (ISBN 978-2-902039-26-5).
- Maikan, version européenne de Le vent en parle encore, France, Belgique et Suisse, Éditions Dépaysage, 2021, 201 p. (ISBN 978-2-902039-18-0)[42].
- Tiohtiá:ke, Montréal, Libre Expression, 2021, 224 p.  (ISBN 978-2-764814-13-0)[43],[44],[45],[46],[47],[48],[49].Publié en France par Seuil, collection Voix autochtones, 2023  (ISBN 978-2-0215-3887-8)
- Qimmik, Montréal, Libre Expression, 2023, 240 p. (ISBN 978-2-764816-31-8)[50],[51]

### Essais
- Avec la collab. de Karyne Boudreau et Elsa Babaï, JE : le guide de survie du consommateur québécois, Montréal, Trécarré, 2007, 219 p.  (ISBN 9-78289568-348-3)

### Direction de publication
- Pourquoi cours-tu comme ça ?, Marie Josée Turgeon et Michel Jean (dir.), Montréal, Stanké, 2014, 182 p. (ISBN 9-78276041-161-6)
- Amun, Michel Jean (dir.), Montréal, Stanké, 2016, 163 p. [réédition : La Roche-sur-Yon [France], Éditions Dépaysage, 2019, 200 p.]  (ISBN 978-2-902039-02-9)
- Wapke, Joséphine  Bacon, Katia Bacon, Marie-Andrée Gill, Elisapie Isaac, Alyssa Jérôme, Natasha Kanapé Fontaine, J. D. Kurtness, Louis-Karl Picard-Sioui, Virginia Pésémapéo Bordeleau, Jean Sioui, Cyndy Wylde, Isabelle Picard, Janis Ottawa, Michel Jean (dir.), Montréal, Stanké, 2021, 209 p. (ISBN 9-78276041-279-8)

### Traduction
- « Where are you? », Michel Jean (dir.), Amun, Holstein (Ontario), Exile Editions, 2020, 144 p.[traduction en anglais par Kathryn Gabinet-Kroo]  (ISBN 978-1-55096-877-4).
- Amun, Klagenfurt (Autriche), Wieser Verlag, 2020, 120 p. [traduction en allemand par Michael von Killisch-Horn] (ISBN 978-3-99029-386-7)
- « Wo bist du? », dans Michel Jean (dir.), Amun, Klagenfurt (Autriche), Wieser Verlag, 2020, 120 p. (ISBN 978-3-99029-386-7)
- Kukum, Klagenfurt (Autriche), Wieser Verlag, 2021, 210 p. [traduction en allemand par Michael von Killisch-Horn]  (ISBN 978-3-99029-386-7)[52].
- Atuk, Klagenfurt (Autriche), Wieser Verlag, 2022, 227 p. [traduction en allemand par Michael von Killisch-Horn]  (ISBN 978-3-99029-500-7)[53].
- Kukum, Valencia (Espagne), Tiempo de papel Ediciones, 2022, 228 p. [traduction en espagnol par Luisa Lucuix Venegas]  (ISBN 978-84-09-38307-8).
- Maikan, version allemande de Le vent en parle encore, Wieser Verlag, 2022, 201 p. [traduction en allemand par Michael von Killisch-Horn]  (ISBN 978-3-99029-539-7).
- Wapke, Éditions Exile, 2022, 160 p. [traduction en anglais par Kathryn Cabinet-Kroo]  (ISBN 978-1-55096-994-8).
- Kukum, House of Anansi Press, 2023, 224 p. [traduction en anglais par Susan Ouriou]  (ISBN 978-1-487010-904)[54].

### Revues, collectifs, anthologies et autres
- « London Calling », dans Marie Josée Turgeon et Michel Jean (dir.), Pourquoi cours-tu comme ça ?, Montréal, Stanké, 2014, 182 p.  (ISBN 9-78276041-161-6)
- « Où es-tu? », Littoral, no 10, printemps 2015, p. 167-170.
- « Noir », dans Florence Meney (dir.), Comme chiens et chats, Montréal, Stanké, 2016, p. 39-54.  (ISBN 9-78276041-192-0)
- « Introduction » et « Où es-tu? », dans Michel Jean (dir.), Amun, Montréal, Stanké, 2016, p. 7-8 et 59-68.  (ISBN 978-2-902039-02-9)
- « La parution du recueil Amun », Littoral, no 12, automne 2017, p. 111.
- « Mush », dans Christine Brouillet et Geneviève Lefebvre (dir.), Treize à table, Montréal, Éditions Druide, 2018, p.117-130.  (ISBN 9-78289711-411-4)
- « Ninitcanic (Mon enfant) », On tue la une, dans Sonia Sarfati (dir.), Montréal, Druide, 2019, p. 71 à 87. (ISBN 9-78289711-486-2)
- « Ce qui se passe sur la rez reste sur la rez », 7 jours, vol. 31, no. 39, 14 août 2020, p. 43-50.
- « Les communautés innues sortent de la crise sanitaire avec le sentiment qu’elles peuvent décider de leur destin », Le Devoir, 12 juin 2021, p. 16-17.
- « Les grands arbres », dans Michel Jean (dir.), Wapke, Montréal, Stanké, 2021 p. 69-86. (ISBN 9-78276041-279-8)

## Prix et honneurs
- 2006 - Prix Judith-Jasmin, catégorie Nouvelles, médias nationaux[55]
- 2016 - Finaliste : Prix Frye Académie (pour Le vent en parle encore)
- 2020 - Prix littéraire France-Québec (pour Kukum)[56],[57],[58],[59],[60]
- 2020 - Finaliste : Prix littéraire Jacques-Lacarrière (pour Kukum)[61],[62]
- 2020 - Prix VLEEL [Varions les Éditions en Live] (pour Kukum)[63]
- 2021 - Gagnant du Combat national des livres (pour Kukum)[64],[65],[66].
- 2021 - Prix Nature Nomade, Nantes (pour Kukum)[67],[68],[69]
- 2022 - Prix du Club des irrésistibles des bibliothèques de Montréal (pour Kukum)[70].
- 2022 - Prix Aurora-Boréal (pour Wapke), meilleur ouvrage connexe[71].
- 2022 - Prix Étincelles, Francheville (pour Kukum).
- 2022 - Compagnon de l'Ordre des arts et des lettres du Québec[72].
- 2023 - Prix Bibliothèque et Archives Canada[73].
- 2023 - Prix du meilleur roman des lecteurs et libraires Points (pour Kukum)[74].